# Baniyachong
Baniyachong (en bengali : বানিয়াচং) est une upazila du Bangladesh dans le district de Habiganj,. En 1991, on y dénombrait 235 855 habitants.